# Light Grenades
Light Grenades es el sexto álbum de la banda Incubus, lanzado el 28 de noviembre de 2006. El álbum vendió en su primera semana 229 000 copias alrededor del mundo, la mayoría en los EE. UU.
El álbum debutó en el #1 de la Billboard 200, vendiendo en los EE. UU. 165 000 copias. Sin embargo, Light Greandes tiene el triste récord de la mayor caída de un álbum debut en el #1 de la lista, cayendo de la posición #1 a la #37 en su segunda semana en la Billboard 200, superando el récord de Marilyn Manson y su álbum The Golden Age of Grotesque que cayó del #1 al #21 en el año 2003. Hoy el álbum ha obtenido Disco de Oro en EE. UU. y hasta la fecha ha vendido 700 000 en EE. UU.

## Críticas
Pitchfork Media incluyó la portada del álbum entre las "25 peores portadas del 2006" señalando que era una copia del álbum de Green Day, American Idiot.

## Lista de canciones
Todas las canciones fueron compuestas por Incubus (Boyd, Eizinger, Pasillas II, Kenney y DJ Kilmore).
1. Quicksand -2:14
2. A Kiss to Send Us Off -4:16
3. Dig -4:17
4. Anna Molly -3:46
5. Love Hurts -3:57
6. Light Grenades -2:20
7. Earth to Bella (Part I) -2:28
8. Oil and Water -3:49
9. Diamonds and Coal -3:46
10. Rogues -3:56
11. Paper Shoes -4:17
12. Pendulous Threads -5:35
13. Earth to Bella (Part II) -2:58

Bonus Tracks de la versión japonesa:
1. Punch-Drunk
2. Look Alive

## Créditos
- Brandon Boyd - voz, percusión, guitarra.
- Mike Einziger - guitarra, piano Rhodes, arreglo de cuerdas.
- José Pasillas - batería
- Ben Kenney - bajo, voz
- Chris Kilmore - tornamesa, Hammond B3, Moog Voyager, piano Rhodes, Marxophone, theremin.
- Brendan O'Brien - productor

- Datos: Q2343821